# Institut de la francophonie pour l'ingénierie de la connaissance et la formation à distance
L'Institut de la francophonie pour l'ingénierie de la connaissance et la formation à distance (IFIC) est un institut spécialisé de l'Agence universitaire de la Francophonie (AUF) situé à Tunis. Il est fondé en 2012 à la suite d'un accord entre le gouvernement tunisien et l'AUF.
L'IFIC accompagne le développement et la modernisation des systèmes éducatifs via des actions menées en partenariat avec différents acteurs, dont son champ d'intervention couvre trois secteurs : service, conseil et expertise ; formation et sensibilisation ; recherche, développement et veille.

## Missions
Les missions de l'IFIC couvrent la formation, la recherche et le conseil. Elles sont assurées en collaboration avec les établissements d'enseignement et de recherche tunisiens et les établissements membres de l'AUF à l'extérieur de la Tunisie :
- Aider les établissements d'enseignement supérieur à faire face aux nouveaux défis de l'éducation en les appuyant dans la définition de leur politique d'enseignement numérique ;
- Offrir aux universités un espace de recherche dans le domaine des technologies de l'information et de la communication pour l'enseignement ;
- Organiser un espace d'innovation favorisant le développement et la modernisation des systèmes éducatifs ;
- Favoriser l'intégration des systèmes d'information en milieu universitaire ;
- Encourager le développement d'une approche participative de la création des savoirs en respectant les diversités culturelles et linguistiques.

## Direction
L'IFIC est d'abord dirigé par Richard Canal puis par Mona Laroussi de septembre 2014 à août 2017, puis par Chiraz Trabelsi. Depuis décembre 2021, Lassaâd Mezghani dirige l'institut.